# Rétis öppning
Den här artikeln använder algebraisk schacknotation för att beskriva schackdragen.
Rétis öppning är en schacköppning som karakteriseras av dragen:
1. Sf3 d5
2. c4
Namnet "Rétis öppning" används också ofta om öppningsdraget 1.Sf3 men detta har även namnet Zukertorts öppning.
Rétis öppning, som även kallas Rétisystemet, kännetecknas av att vit spelar c4 med planen att fianchettera löparen till g2, och avvaktar med att spela d4. Den hör till de hypermoderna öppningarna.
Öppningen har fått sitt namn efter Richard Réti som introducerade den 1923. Den blev känd då Réti använde den för att besegra bland andra världsmästaren José Raúl Capablanca i en stor turnering i New York 1924.

## Varianter
Efter 2.c4 har vit press mot svarts d-bonde. Svart kan hantera detta på olika sätt:
- Svart försvarar oftast bonden med 2…c6 eller 2…e6. Om nu vit spelar d4 så går partiet över i damgambit, slaviskt parti eller halvslaviskt parti men vit kan också välja att fianchettera en eller båda löparna utan att spela d4. Till exempel 2…c6 3.g3 Sf6 4.Lg2 g6 5.b3 Lg7 6.Lb2 eller 2...e6 3.g3 Sf6 4.Lg2 Le7.
- Svart kan avancera med bonden med 2...d4. Vit kan fortsätta med 3.b4 (och ta terräng på damflygeln), 3.g3 och 4.Lg2 eller 3.e3 med avbyte av bonden.
- Svart kan byta av bonden med 2...dxc4 vilket inte är så populärt. Vit kan ta tillbaka bonden med till exempel 3.e3 Sf6 4.Lxc4 och står lite bättre.